# Compagnie des chemins de fer du Midi et du Canal latéral à la Garonne

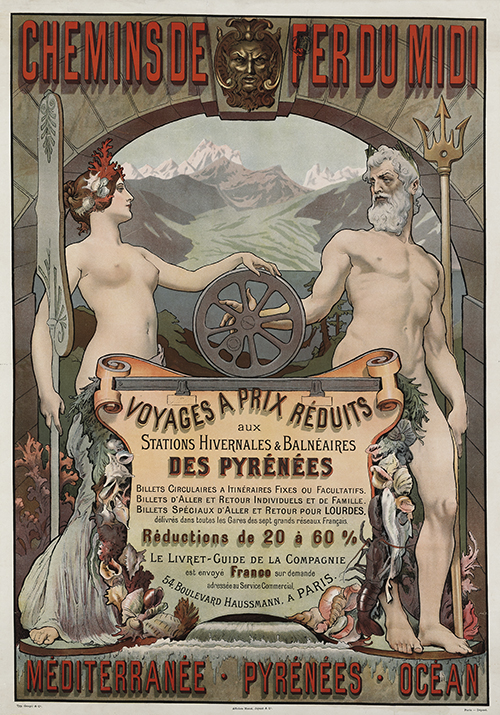
Annonsering för resor till Pyrenéerna, omkring 1900

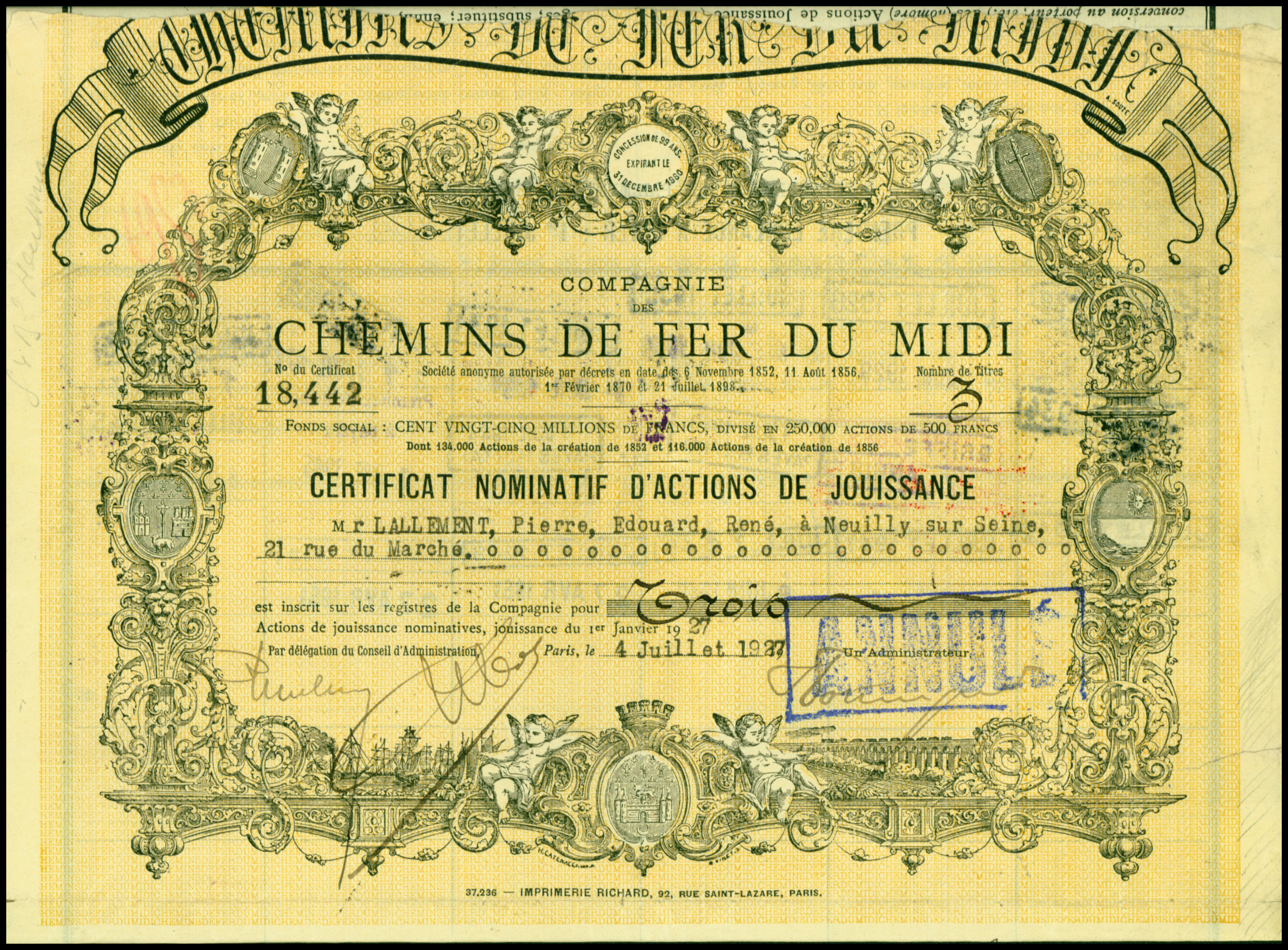
Aktiebrev från 1927

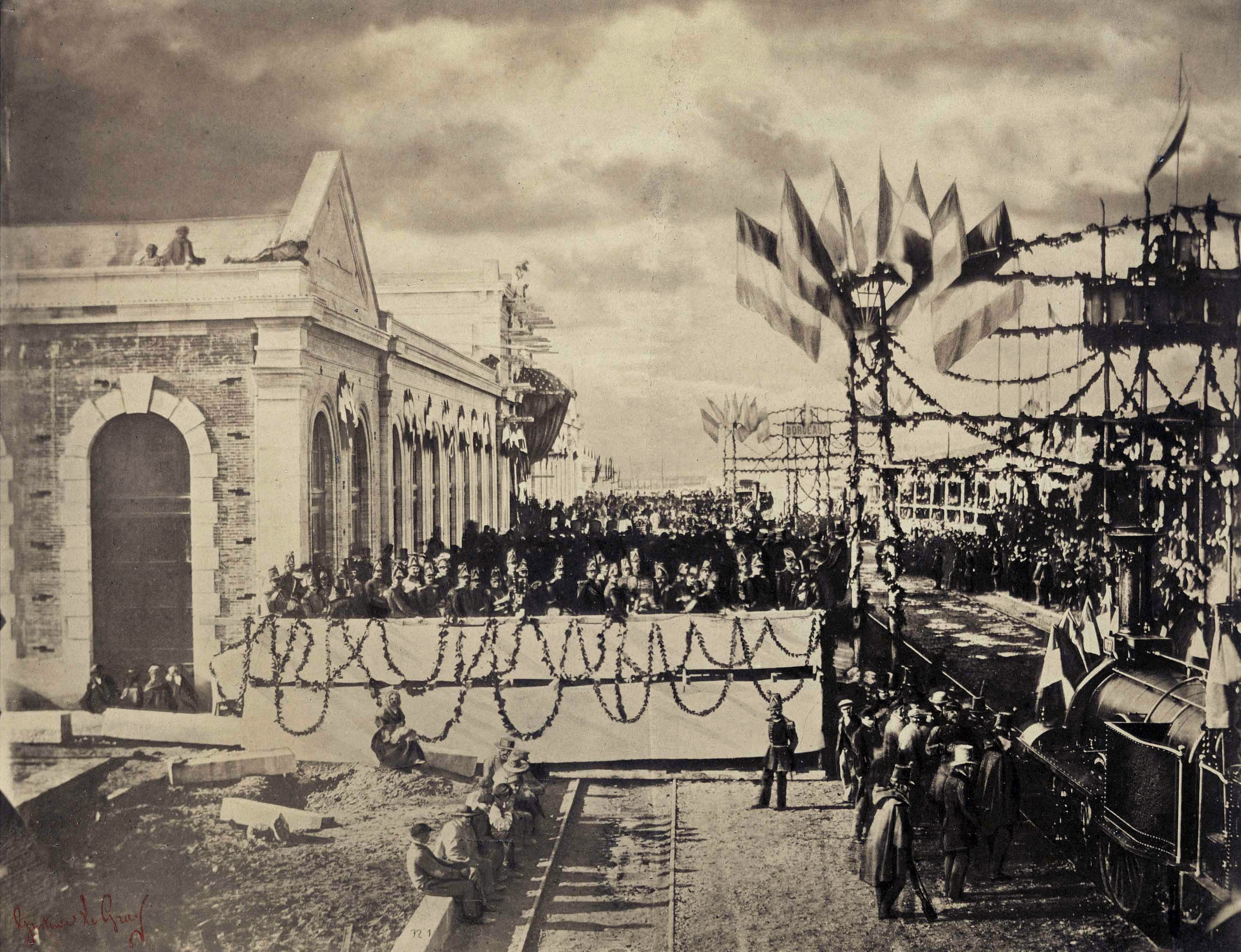
Invigning av linjen Bordeaux-Sète den 2 april 1857 på stationen Toulouse-Matabiau

 Compagnie des chemins de fer du Midi et du Canal latéral à la Garonne var ett tidigt franskt järnvägsföretag, som drev ett nätverk i sydvästra Frankrike, framför allt i området mellan bolagets huvudlinje Bordeaux vid Atlanten – Sète vid Medelhavet och Pyrenéerna.
Företaget grundades 1853 av bröderna Jacob Émile och Isaac Pereire, vilka på det sättet bröt det i praktiken monopol, som fanns i Frankrike av James Rothschild för järnvägsprojekt i Paris-regionen under 1840- och 1850-talen. Rothschilds bransch i Paris svarade med att stärka sitt grepp om sektorn genom en allians med industrimannen Paulin Talabot. Familjen Pereires i sin tur bildade finansföretaget Crédit Mobilier.
År 1856 färdigställde Chemins du Midi sin järnvägslinje Bordeaux–Toulouse. År 1857 fortsatte byggandet via Narbonne till Sète. Detta ledde till att det hamnade i en konkurrenssituation med Canal du Midi, och 1858 tog järnvägsbolaget över arrendekontraktet för kanalen.
Compagnie des Chemins de fer du Midi et du Canal latéral à la Garonne fick 1903 koncession för en järnväg mellan Villefranche-de-Conflent och Bourg-Madame och 1914 gavs koncession för en förlängning av järnvägen från Bourg-Madame till den franska gränsstationen för den transpyreneiska linjen mellan Ax-les-Thermes i Frankrike och Ripoll i Spanien. Anläggandet av Ligne de Cerdagne påbörjades 1903, och avsnittet till Mont-Louis slutfördes 1910, följt av en förlängning till Latour-de-Carol 1927.
Från 1909 satsade Chemin de fer du Midi på elektrifiering av bannätet genom el från vattenkraftverk i den nordliga delen av Pyrenéerna. Bolaget valde enfas växelström med luftledning med en spänning på 12 kV.
Företaget fusionerade 1934 med Chemin de Fer de Paris à Orléans i företaget Chemin de Fer de Paris à Orléans et du Midi. Detta företag nationaliserades 1938.

## Bildgalleri

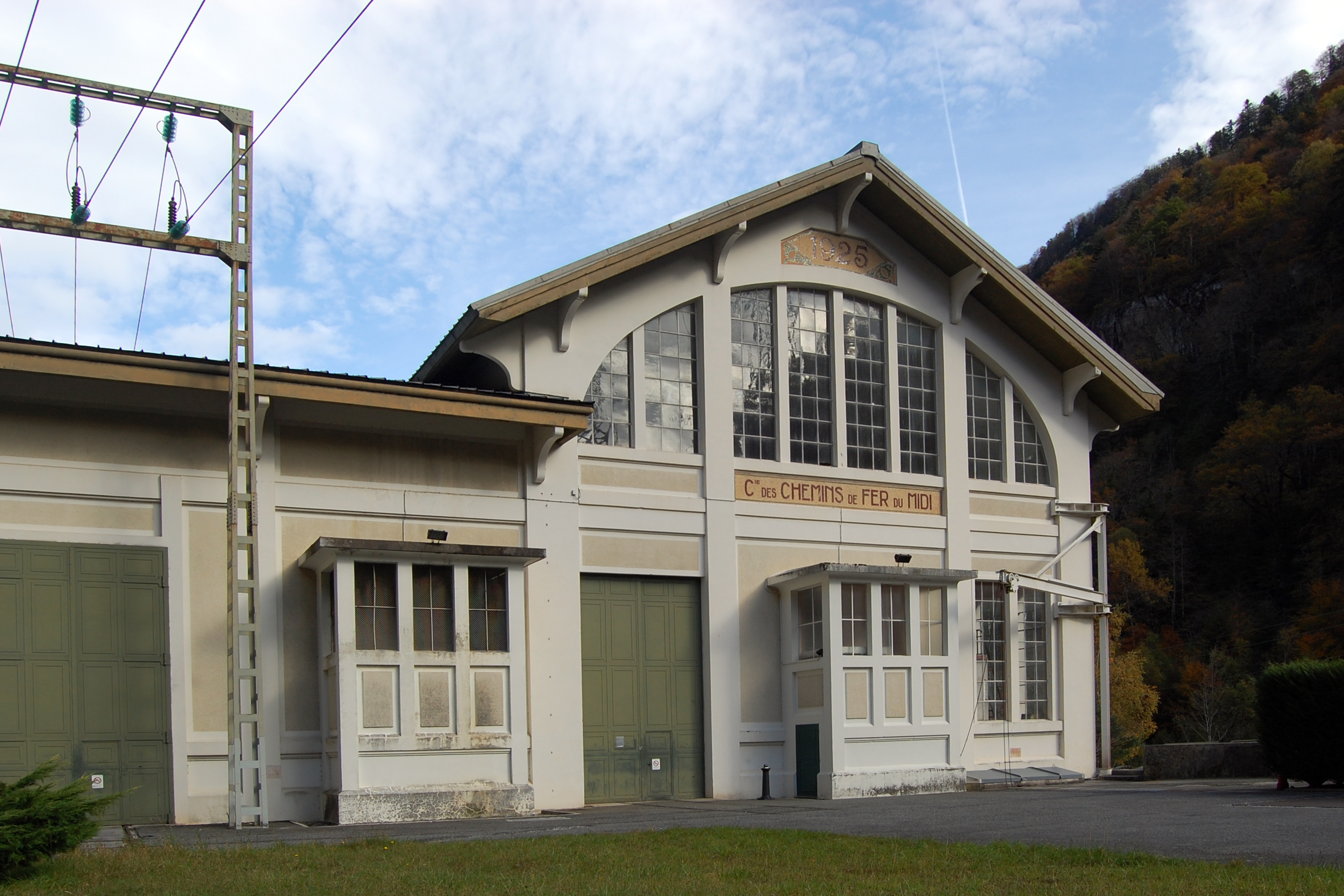
Compagnie des Chemins de fer du Midis kraftstation vid Lac d'Artouste
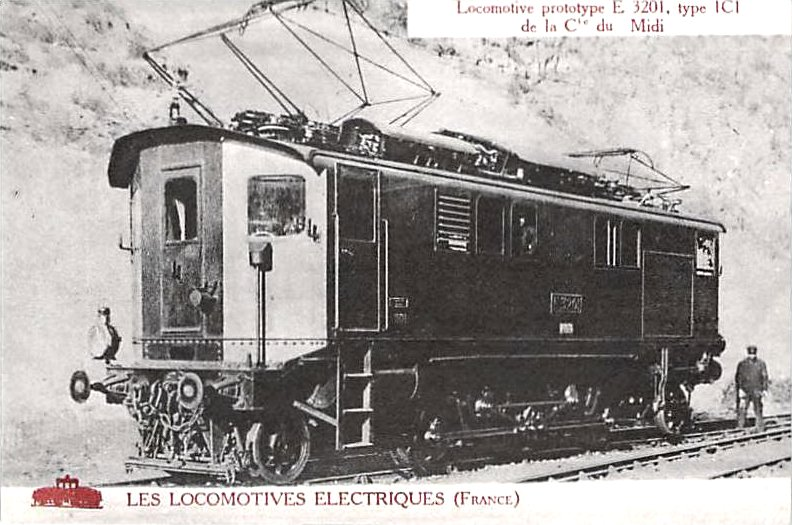
Ellok Midi 1C1 E 3201, omkring 1912
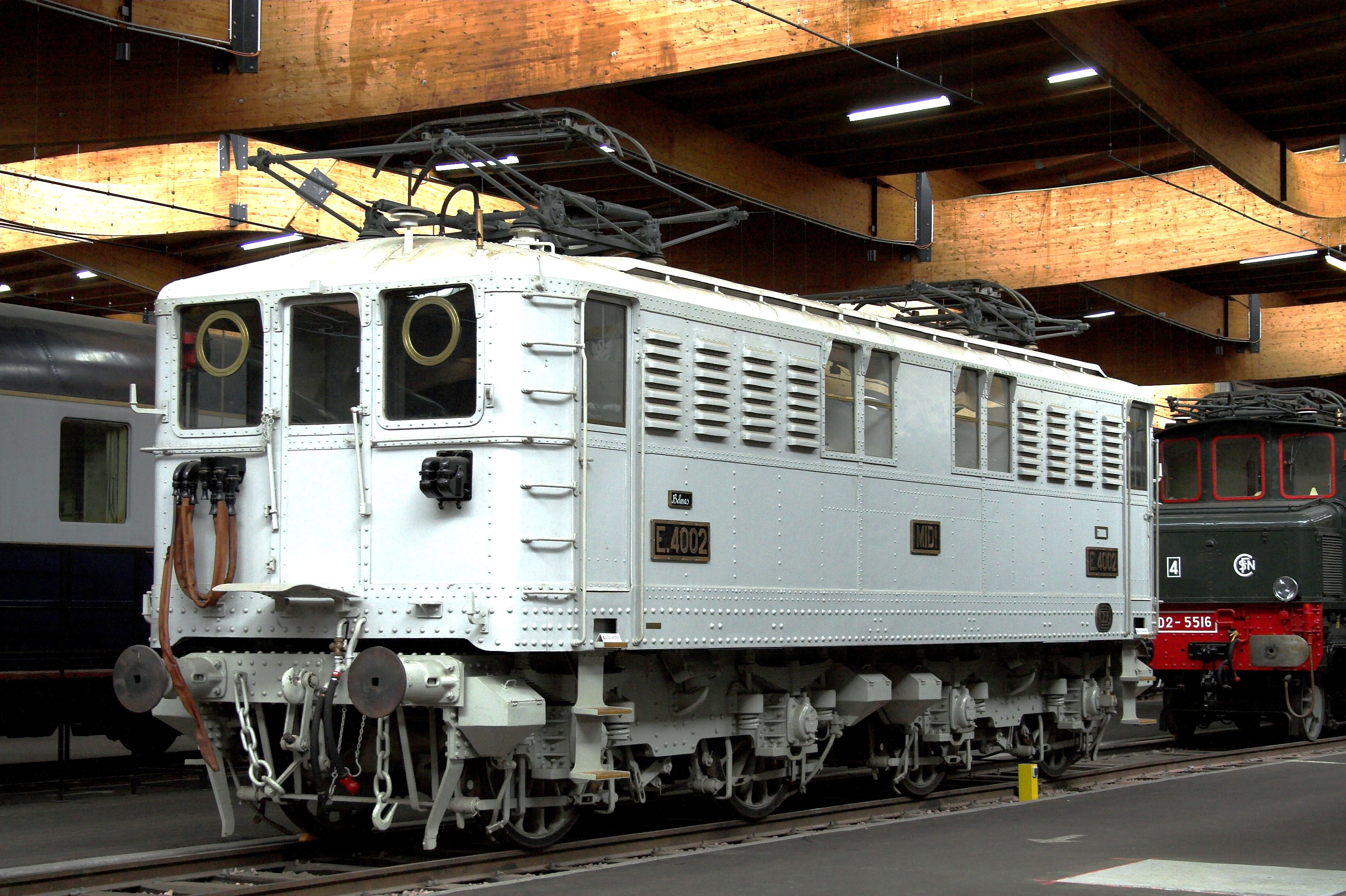
Ellok Midi E 4002 i järnvägsmuseet Cité du train i Mulhouse i Alsace
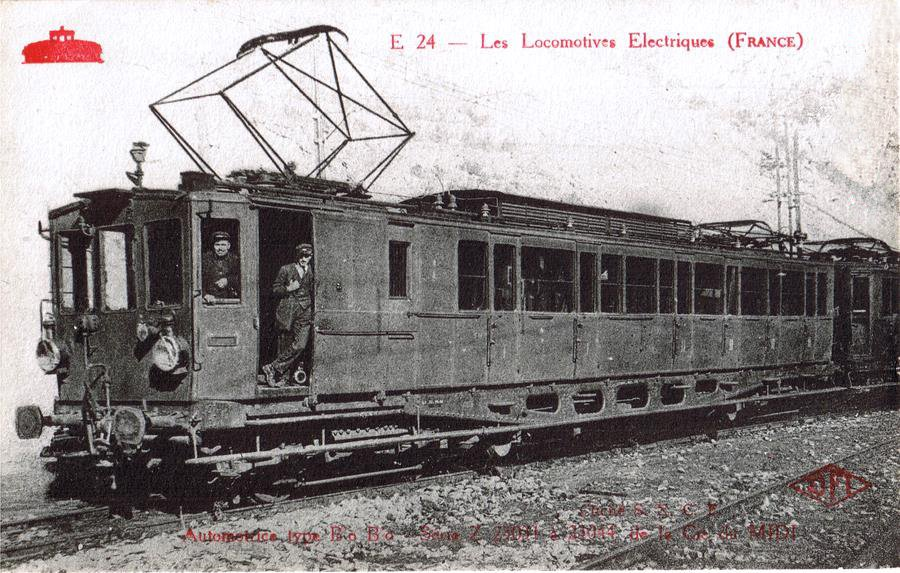
Motorvagn SNCF littera Z 4900
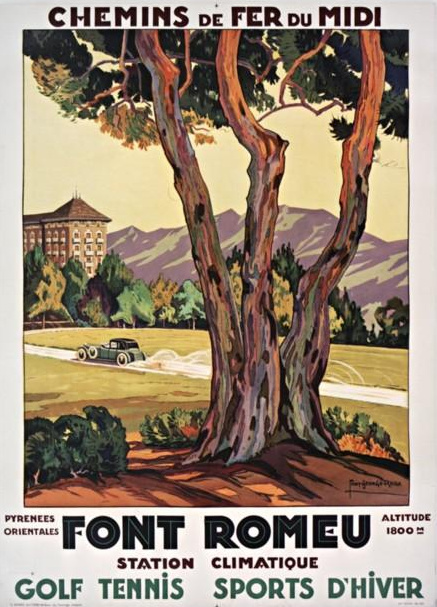
Affisch för Font-Romeu
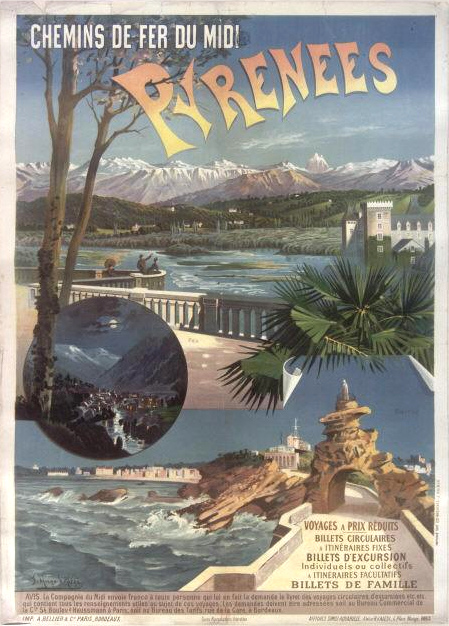
Affisch för Pyrenéerna
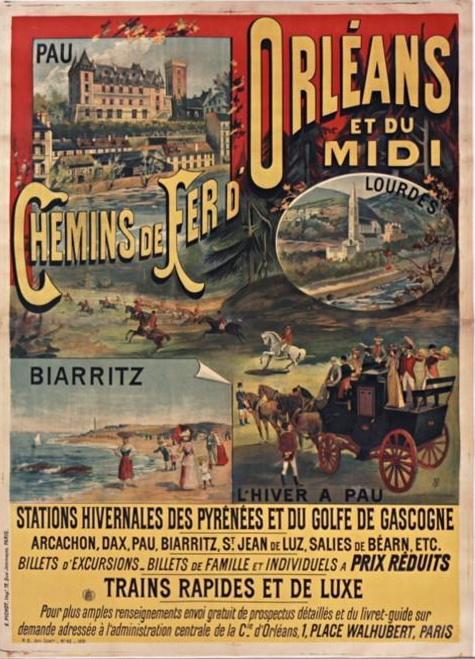
Affisch för Pau, Lourdes och Biarritz
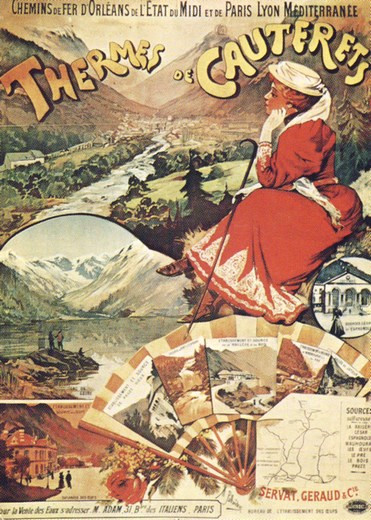
Affisch för Thermes de Cauterets